# Jefté
Jefté Vital da Silva Dias (* 21. prosince 2003), jednoduše známý jako Jefté, je brazilský profesionální fotbalista, který hraje na pozici levého obránce za skotský klub Rangers FC.

## Klubová kariéra

### Fluminense
Jefté se narodil v Rio de Janeiru a v roce 2017 se přesunul z klubu Tigres do Brasil k mládežnickému týmu Fluminense. Dne 16. března 2021 prodloužil smlouvu s klubem do roku 2025.

#### Hostování v APOELU
Dne 4. července 2023 byl Jefté zapůjčen do kyperského klubu APOEL FC na celou sezónu 2023/24; Prodloužil také smlouvu do roku 2026. Svůj profesionální debut si odbyl 20. srpna, kdy začal venkovní výhrou 2:0 nad AEZ Zakakiou a svůj první gól vstřelil 2. října v domácím utkání 5:1 s Ethnikos Achna.

### Rangers
Dne 24. května 2024 Rangers podepsali s Jeftém čtyřletou smlouvu za poplatek 680 000 liber. Dne 4. prosince 2024 si Jefté připsal svou první asistenci za klub, díky níž dal Cyriel Dessers pátý gól Rangers při výhře 6:0 proti Kilmarnocku.

## Statistiky

### Klubové
Platí k zápasu hranému 15. ledna 2025.
| Klub              | Sezóna            | Liga                 | Liga | Liga  | Národní pohár | Národní pohár | Ligový pohár | Ligový pohár | Kontinentální | Kontinentální | Celkově | Celkově |
| Klub              | Sezóna            | Soutěž               | Apps | Goals | Apps          | Goals         | Apps         | Goals        | Apps          | Goals         | Apps    | Goals   |
| ----------------- | ----------------- | -------------------- | ---- | ----- | ------------- | ------------- | ------------ | ------------ | ------------- | ------------- | ------- | ------- |
| APOEL             | 2023/24           | A' katigoría         | 31   | 3     | 1             | 0             | —            | —            | 1             | 0             | 33      | 3       |
| Rangers           | 2024/25           | Scottish Premiership | 20   | 0     | 1             | 0             | 4            | 0            | 7             | 0             | 32      | 0       |
| Celkově v kariéře | Celkově v kariéře | Celkově v kariéře    | 51   | 3     | 2             | 0             | 4            | 0            | 8             | 0             | 65      | 3       |

## Úspěchy
APOEL
- A' katigoría: 2023/24